# Ис Орус (Каљари)
Ис Орус је насеље у Италији у округу Каљари, региону Сардинија.
Према процени из 2011. у насељу је живело 48 становника. Насеље се налази на надморској висини од 7 м.